# Référendums irlandais de 2018
Deux référendums ont lieu en république d'Irlande en mai et octobre 2018 afin de modifier la Constitution :
- le 36e amendement visant à supprimer l'interdiction explicite de l'avortement dans la constitution a lieu le 25 mai;
- le 37e amendement visant à supprimer le délit de blasphème a lieu le 26 octobre.